# Guelta
En guelta (arabisk: قلتة, også qalta eller galta) er en vandlomme, der dannes i klippeformationer i Saharaørkenen og Den Arabiske ørken. Udtrykket er af arabisk oprindelse og refererer til oaser, der opstår i klippefyldte landskaber i arabiske regioner, især i lande som Algeriet og Saudi-Arabien.
En guelta er et naturligt vandbassin, der er dannet i klippefyldte bassiner, og ofte fungerer som en afgørende vandressource i tørre områder. De har været kendt på arabisk under andre navne, såsom Waqb (en fordybning i jorden eller klippen). Når flere gueltaer forekommer i nærheden af hinanden, kaldes de samlet en Nadheem.
Gueltaer kan holde på vand i længere perioder, nogle gange hele året rundt, især hvis de får vand fra kilder. Dette gør dem essentielle for overlevelse i tørt klima, hvor de kan forblive en vandkilde selv i den tørtiden.

## Eksempler
- Uthaithiah Guelta (قلتة أثيثية) – Riyadh-provinsen, Saudi-Arabien
- Sayadah Guelta (قلتة صيادة) – Riyadh-provinsen, Saudi-Arabien
- Guelta d'Archei (قلتة آرشي) – Ennedi Plateau, Tchad
- Afilal Guelta (قلتة أفيلال) – Tamanrasset, Algeriet